# Смеренбург

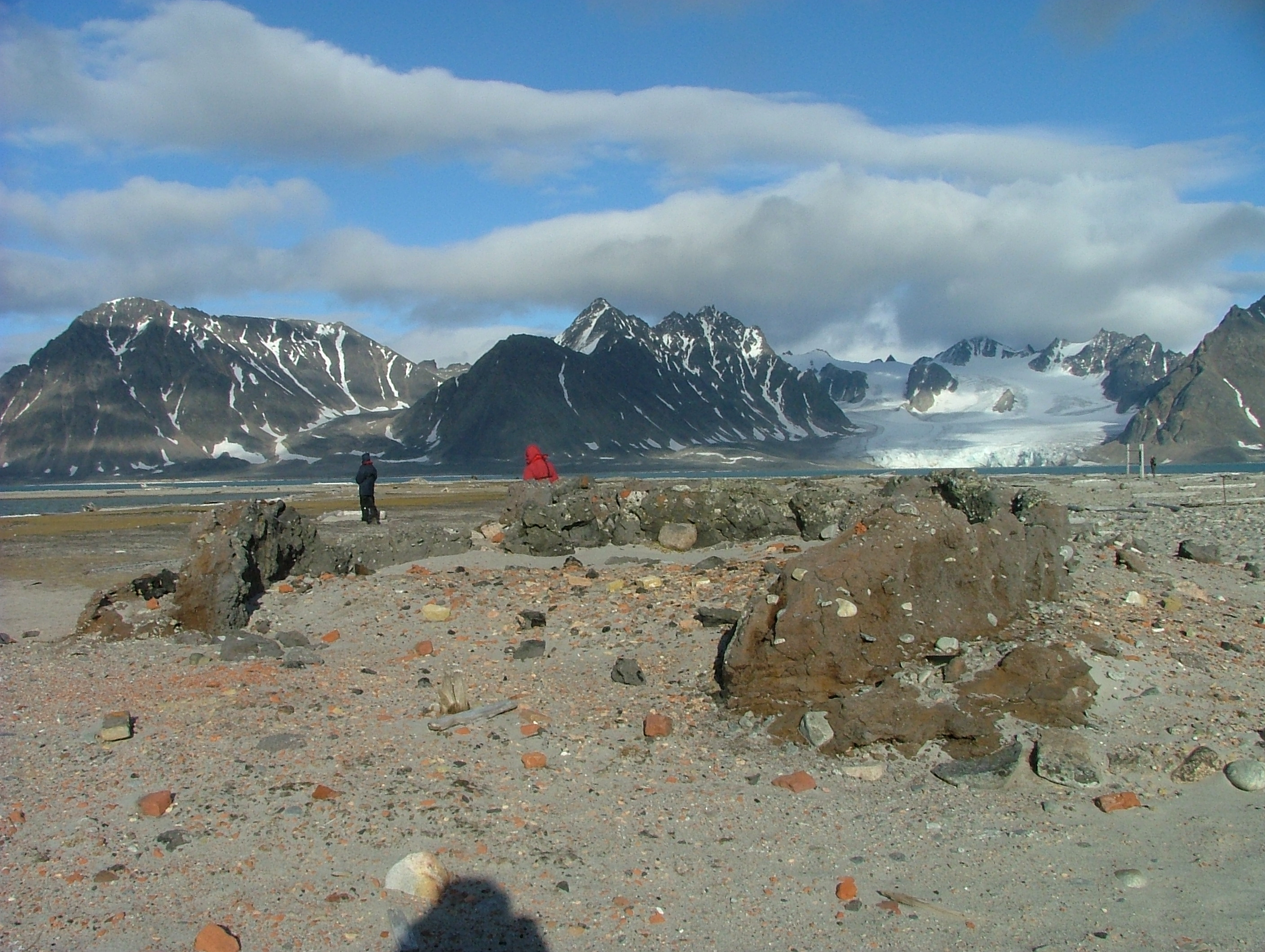
Залишки печей для виробництва китового жиру

79°44′15″ пн. ш. 10°59′25″ сх. д. / 79.7375499° пн. ш. 10.9902507° сх. д.
Смеренбург (нід. Smeerenburg) — колишнє поселення на острові Амстердам на північному заході Шпіцбергена, засноване данськими і голландськими китобоями в 1614 році. Одне з найпівнічніших європейських поселень. Під час першої фази активного китобійного промислу на Шпіцбергені Смеренбург служив центром операцій на півночі архіпелагу. Назва поселення походить від нідерландських слів smeer — «ворвань» і burg — «місто». В даний час збереглися залишки мідних печей для виробництва ворвані, а також скам'янілі залишки китового жиру навколо цих печей. Ворвань використовувалася в їжу, а її залишки — як паливо.

## Історія
Поселення на цьому місці вперше було засновано в 1614 році нідерландською Північною Гренландською компанією (нід. Noordsche Compagnie). Тут було тимчасове селище китобоїв, мешканці якого жили в наметах. В 1619 році для організації постійного поселення на Шпіцберген прибув великий корабель з деревиною та іншими будівельними матеріалами. Намети і тимчасові печі були замінені на дерев'яні будинки і мідні казани, поставлені на цегляних фундаментах.
У 1619 році в Смеренбурзі жили тільки голландці (Амстердамське відділення компанії, у східній частині) і данці (на західній). В 1625 році голландці вигнали датчан зі Смеренбурга, і західна частина поселення перейшла до інших відділеннь компанії — в Хоорні, Енкхейзені і Фліссингені. До 1633 року тут були представлені всі відділення Північної Гренландської компанії. У період найбільшого розквіту в Смеренбурзі налічувалося 16—17 будинків. Не пізніше 1631 року в центрі поселення був побудований форт, в основному для захисту від датчан. Для того, щоб можна було пройти між будівлями посуху, була споруджена система відводу води. У селищі також спорудили сім подвійних і одну одинарну піч для виготовлення ворвані. Три будинки і дві подвійні печі належали Амстердаму, решта — відділенням в Мідделбурзі, Вере, Фліссінгені, Енкхейзені, Делфті і Хоорні. Населення досягало 200 чоловік, які займалися роботами в поселенні, виготовленням ворвані і китового масла, обробленням китів і виготовленням ємностей для масла.

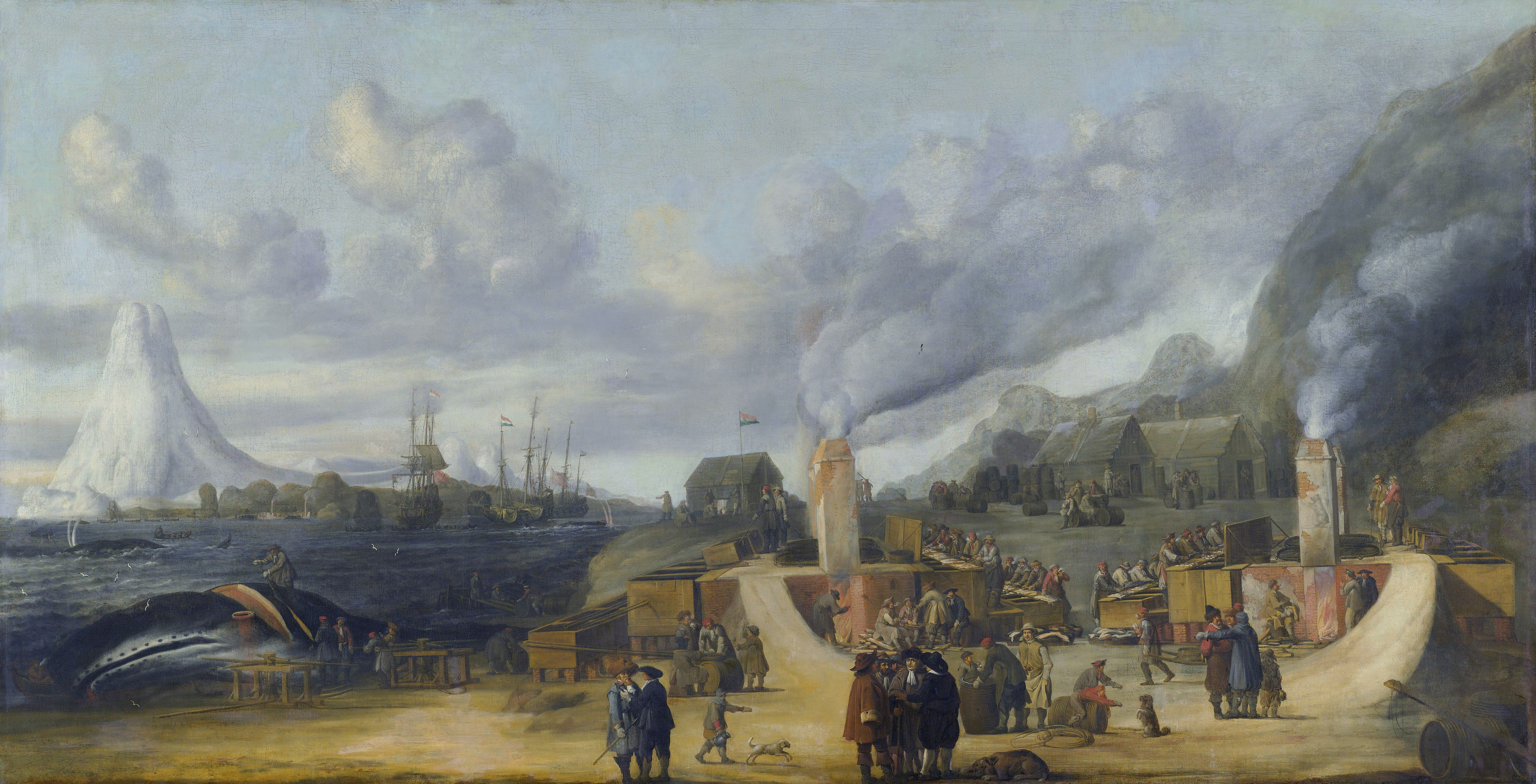
Китобійна база на Шпіцбергені. Корнеліс де Ман (1639), по ранній картині «Dansk hvalfangststation» (Данська китобійна база), АБР Спеека (1634).

У 1632 році голландська китобійна станція на Ян-Маєні була зруйнована найнятими Данією баскськими військовими кораблями. Після цього Нідерланди послали сім чоловік під командуванням Якоба Сегерса ван дер Брюгге перезимувати в Смеренбурзі в 1633–1634 році. Всі вони вижили, і експеримент був повторений на наступну зиму, коли сім моряків знову вирушили зимувати в Смеренбург. Цього разу всі вони загинули, і більше спроб зимівлі в поселенні не було.
Занепад Смеренбурга почався в 1640-х роках. Є свідчення, що Хоорнське відділення компанії ще використовувало Смеренбург в 1657 році. Близько 1660 року, коли змінилися методи китобійного промислу, поселення було залишено і більше не використовувалося. У 1973 році руїни Смеренбурга увійшли в національний парк Нордвест-Шпіцберген.